# The Rockford Files
The Rockford Files es una serie de televisión estadounidense, protagonizada por James Garner. En España se tituló Los casos de Rockford; en Hispanoamérica Archivo confidencial.

## Argumento

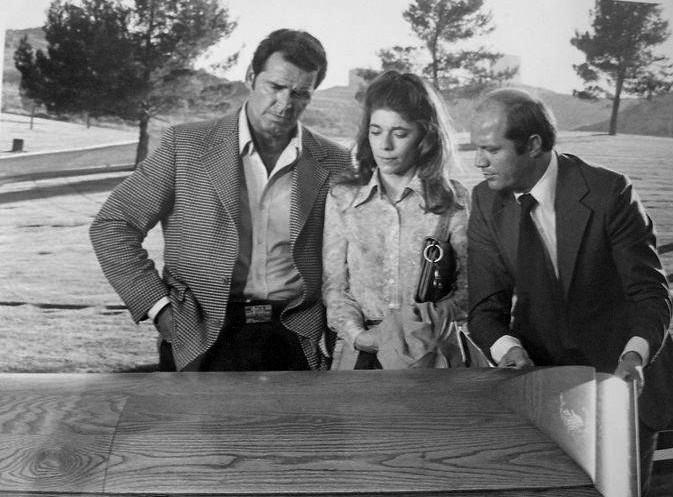
James Garner como Jim Rockford, Sian Barbara Allen como periodista y Dave Morick como forense en el episodio Tall Woman in Red Wagon de la serie televisiva The Rockford Files

La serie fue creada por Roy Huggins y Stephen J. Cannell. Huggins había creado el programa de televisión Maverick (1957-1962), que había protagonizado James Garner, y quería intentar recuperar esa magia en una serie "moderna" de detectives. Se asoció con Cannell, que había escrito para las producciones de Jack Webb: Adam-12 y Chase (1973-74, NBC), para crear Rockford. El programa fue acreditado como "Una producción Arte público/Roy Huggins", junto con Universal Studios y en asociación con Producciones Cherokee. Cherokee fue el nombre de la empresa propia de Garner.

## Elenco
- James Garner: Jim Rockford
- Noah Beery, Jr.: Joseph Rockford
- Stuart Margolin: Angel